# Jock Thomson
John Ross « Jock » Thomson, né le 6 juillet 1906 et mort le 21 octobre 1979, est un joueur de football et un entraîneur écossais.

## Biographie
Thomson commença sa carrière de milieu latéral avec les Thornton Rangers, un club de sa région d'origine, Fife, avant de déménager à Dundee où il joua pendant quatre ans. En 1929, il signa à Everton. Ses débuts furent difficiles, le club se battant en vain afin d'éviter la relégation lors de sa première saison. La saison suivante, il gagna une des médailles de champion de Second Division alors qu'Everton réussit un retour immédiat l'élite anglaise, puis en 1932 il aida Everton à s'adjuger le titre de champion d'Angleterre. Plus tard la même année, il fut sélectionné pour la première fois avec l'équipe d'Écosse lors d'une défaite 5 à 2 face au pays de Galles qui fut sa seule apparition sous le maillot de l'Écosse. Il joua lors de la finale de la FA Cup 1933, aidant Everton à évincer Manchester City 3 à 0. Vers la fin de sa carrière à Everton, il joua de moins en moins au sein de l'équipe première, étant remplacé peu à peu par Joe Mercer. Thomson prit sa retraite en tant que joueur en 1938, ayant joué un total de 299 matchs pour Everton, dans lesquels il aura marqué 5 buts.
En 1947, Thomson devint l'entraîneur de Manchester City, prenant la place de Sam Cowan. Durant sa première saison en charge, le club finit dixième de First Division en n'ayant pas réussi à gagner un seul des six derniers matchs de la saison. La saison 1948-1949 vu le club se classer un peu plus haut, finissant à la septième place. En octobre 1949, Thomson prit la décision de signer le gardien allemand Bert Trautmann, ce qui lui vaudra de nombreuses critiques pour avoir recruté un ancien membre de la Luftwaffe tôt après la Seconde Guerre mondiale. Trautmann justifiera la décision de Thomson en jouant pendant 15 ans au club. La saison 1949-1950 fut sa dernière. Après deux tiers du championnat, City n'avait gagné que cinq matchs, Thomson fut donc licencié et le club subit la relégation à la fin de la saison.
Après avoir quitté Manchester City, Thomson retourna en Écosse, où il devint le tenancier d'un pub jusqu'à sa retraite. Il mourut en 1979.